# Tramitichromis brevis
Espèce
Statut de conservation UICN

 LC  : Préoccupation mineure
Tramitichromis brevis est une espèce de poisson de la famille des Cichlidae. Il est endémique du lac Malawi en Afrique.